# Malpart
Malpart település Franciaországban, Somme megyében. Lakosainak száma 73 fő (2022. január 1.). Malpart Aubvillers, Bouillancourt-la-Bataille, Grivesnes, Marestmontiers és Trois-Rivières községekkel határos.

## Népesség
A település népességének változása:
| Lakosok száma | 79   | 83   | 81   | 78   | 76   | 76   | 76   | 76   | 73   |
|               | 2013 | 2015 | 2016 | 2017 | 2018 | 2019 | 2020 | 2021 | 2022 |